# Occupazione giapponese della Malesia britannica
L'occupazione giapponese della Malesia britannica ebbe inizio nel gennaio 1942, a seguito degli eventi della campagna della Malesia della seconda guerra mondiale: le forze armate dell'Impero giapponese invasero la Penisola malese e sconfissero le forze del Regno Unito che la occupavano, assoggettando al loro controllo il complesso di possedimenti coloniali britannici della penisola (gli Stati malesi federati, gli Stati malesi non federati e gli Stabilimenti dello Stretto). L'occupazione giapponese sarebbe proseguita per tutta la durata del conflitto, concludendosi solo nel settembre 1945 a seguito della resa del Giappone alle forze degli Alleati.
A differenza che in altre colonie invase, come la Birmania o le Filippine statunitensi, i giapponesi non promossero in Malesia l'istituzione di alcuno Stato fantoccio formalmente indipendente, ma assoggettarono completamente la penisola al loro controllo politico e militare; alcune regioni nella parte settentrionale (gli Stati malesi di Kedah, Perlis, Kelantan e Terengganu) furono cedute alla Thailandia, alleata del Giappone, e annesse come provincia del Si Rat Malai. L'amministrazione militare giapponese della Malesia impose alla popolazione locale un regime durissimo, con punizioni brutali per gli oppositori e discriminazioni razziali anche più feroci di quelle dell'epoca britannica; alla regione fu imposto un regime di assimilazione forzata al Giappone, imponendo il giapponese come lingua ufficiale e assoggettando l'intera economia locale ai bisogni di Tokyo.